# Git Kraghe
Git Marie Helén Kraghe Storgärds, född Kraghe den 27 augusti 1963, död 2 april 2020 i Strömstads distrikt, var en svensk sångerska och skådespelare.
Git Kraghe föddes rakt in i revy- och teatervärlden som dotter till Strömstads välkända revypappa Kjell Kraghe. Hon har medverkat i många av hans revyer. Hon har även spelat fars och komedi, bl.a. Ray Cooneys Kuta och kör. Hon medverkade i Staffan Götestams pjäs Ryck mig i slipsen på Göta Lejon i Stockholm. Hon har framträtt som sångerska i TV och gjorde en roll i kriminalserien Polisen och domarmordet 1993.

## Teater

### Roller (ej komplett)
| År   | Roll | Produktion                                            | Regi             | Teater     |
| ---- | ---- | ----------------------------------------------------- | ---------------- | ---------- |
| 1992 |      | Ryck mig i slipsen Staffan Götestam och Sture Nilsson | Staffan Götestam | Göta Lejon |